# فرانسوا أنطوان
فرانسوا أنطوان (بالفرنسية: François Antoine)‏ هو عسكري فرنسي، ولد في عام 1695، وتوفي في عام 1771 في آش (فرنسا) في فرنسا.